# Futabasha

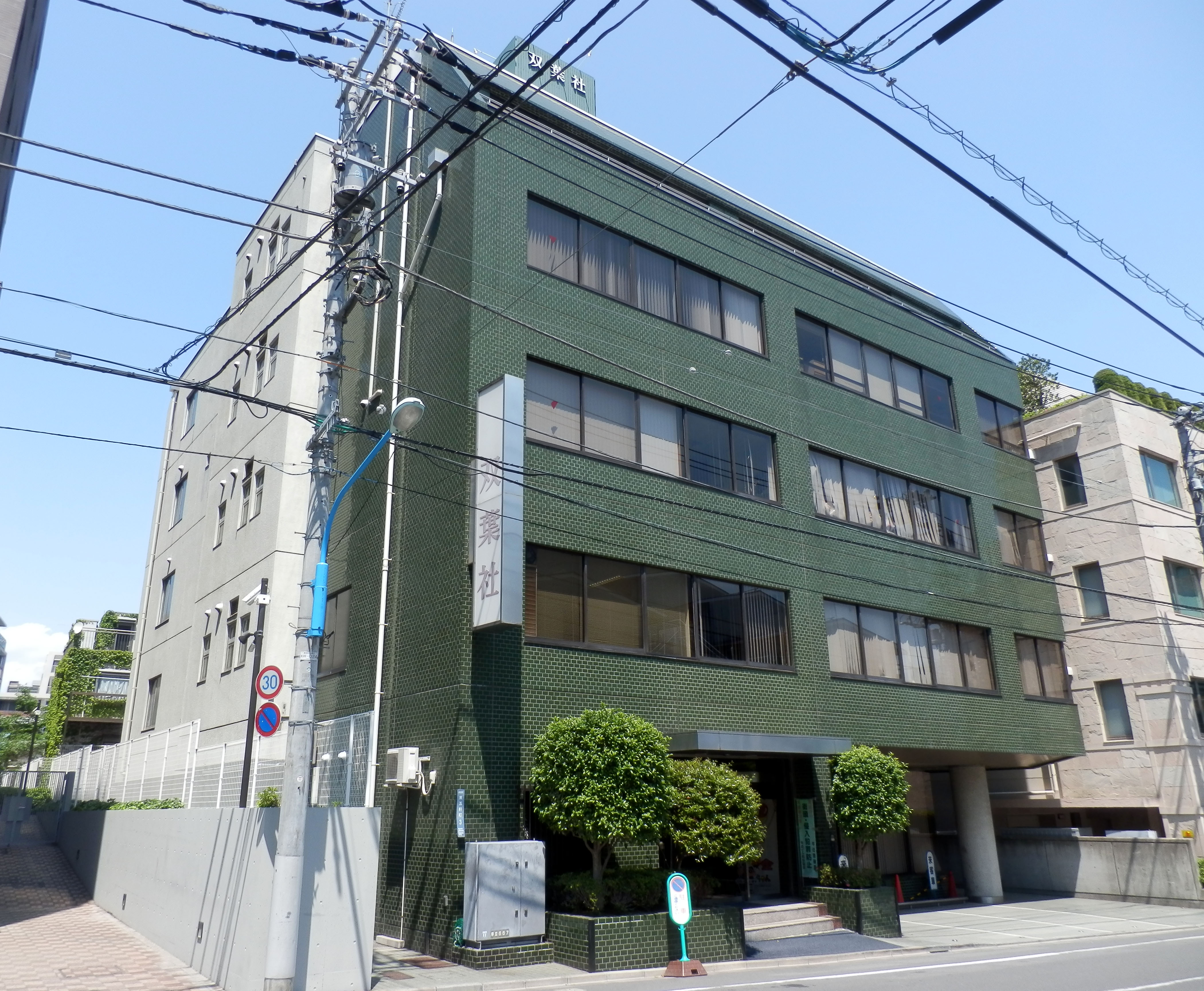
Sitz des Futabasha Verlags in Shinjuku, Tokio 2013

K.K. Futabasha (jap. 株式会社双葉社 Kabushiki-gaisha Futabasha, englisch Futabasha Publishers Ltd.) ist ein japanischer Verlag, der Magazine, Mangas und Bücher veröffentlicht. Er wurde im Mai 1948 von Ryōichi Yazawa (?) (矢澤領一), Kiichi Yazawa (?) (矢澤貴一) und Masaichi Kubota (?) (窪田正一) zusammen gegründet. Der Verlag hat seinen Hauptsitz im Stadtteil Higashi-Gokenchō, Shinjuku, Tokio.

## Manga (Auswahl)
- Lupin III (1967–1969; 1977–1981)
- Lone Wolf & Cub (1970–1976)
- Jarinko Chie (1978–1997)
- Kariagekun (1980–)
- Kamakura Monogatari (1984–)
- Crayon Shin-Chan (1990–)
- Oruchuban Ebichu (1990–2007)
- Old Boy (1996–1998)
- Kodomo no Jikan (2005–2013)
- Koizora (2007–2009)
- Tsugumomo (2007–)
- Orange (2012–2015)
- Der Mann meines Bruders (Otōto no Otto) (2014–2017)

## Magazine (Auswahl)
Unterhaltungszeitschriften:
- Shūkan Taishū (1958–)
- EX Taishū (2005–)
- Shūkan Taishū Venus (2009–)

Mangamagazine:
- Manga Action (1967–)
- Gekkan Action (2013–)
- Gekkan Manga Town (2000–)
- Jour Suteki na Shufutachi (1985–)
- Action Pizazz (1991–)
- Action Pizazz DX (2008–)
- Action Pizazz HB

Hobbymagazine:
- Violetta (2015–)
- Figue (2011–)
- Shōsetsu Suiri (1961–)
- Crossword Day
- Pachinko Kōryaku Magazine (1989–)
- Pachisuro Kōryaku Magazine (1993–)

Mook (Magazin+Buch):
- 3DCG Series
- Great Mechanic
- Girls! (1999–)
- Kankoku TV Dorama Guide (2005–)
- Photokon Life (2000–)
- Soccer Hihyō (1998–)
- Bravo Ski (1981–)
- Fall Line (2006–)
- Free Skiing (2006–)
- Soto (2012–)

Webmagazine:
- Kannō Shōsetsu
- Futabasha Web Magazine
- Web Comic Action (2013–)

Eingestellte Mangamagazine:
- Comic High! (2004–2015)
- Comic Seed! (2006–2008, Web)
- Men’s Young (1995–2012)

Quelle: Futabasha Publishers Ltd.